# Région Sotavento
La région Sotavento est l'une des 10 régions administratives de l'État de Veracruz, au Mexique, et est localisée dans sa partie centrale, au bord du golfe du Mexique. Inscrite au cœur de l'État de Veracruz, dans son centre historique pour la période hispanique, elle n'est limitrophe avec aucun des États environnants. Son nom en espagnol signifie "sous le vent".

## Géographie

Régions de Veracruz, la région Sotavento porte le n°7

Cette région s'étend essentiellement dans la plaine côtière du golfe du Mexique, entre le nord du bassin versant du fleuve Río Papaloapan, avec son affluent nord le Río Blanco au sud, et le fleuve Río Antigua au nord. Elle traversée en son centre par le fleuve Río Jamapa. Elle est bordée au sud par la région Papaloapan, à l'ouest par la région Las Montañas et au nord par la région de Capital, où se trouve la capitale de l'État, Xalapa. Cette région comprend l'importante ville historique de Veracruz. Elle couvre une superficie de 3961 km2, et était peuplée en 2010 de 974 740 habitants.
Elle est administrativement formée des 12 municipalités suivantes :

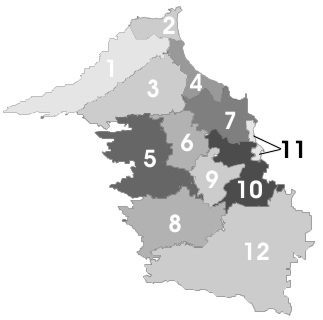
Municipalités de la région Sotavento

- La Antigua (4)
- Boca del Río (11)
- Cotaxtla (8)
- Jamapa (9)
- Manlio Fabio Altamirano (6)
- Medellín (10)
- Paso de Ovejas (3)
- Puente Nacional (1)
- Soledad de Doblado (5)
- Tlalixcoyan (12)
- Úrsulo Galván (2)
- Veracruz (7)